# Cal Sense
Cal Sense és una obra de Calafell (Baix Penedès) protegida com a bé cultural d'interès local.

## Descripció
Es tracta d'un edifici entre mitgeres trapezoïdal, de tres crugies, amb planta baixa i tres plantes altes. Les obertures de la façana principal són ordenades a partir d'eixos verticals. A la part central de la planta baixa hi ha el portal d'accés, d'arc escarser, fet amb pedra tallada. A cada costat hi ha una obertura rectangular vertical. Al primer pis hi ha tres balcons. Els dos del costat esquerre tenen llosana de pedra tallada. Al segon pis hi ha dos balcons amb llosana de pedra i una finestra al costat dret amb clavellinera de pedra picada. Aquest element és decorat amb formes geomètriques i es recolza en dues mènsules petites. Les baranes dels quatre balcons són fetes amb barrots verticals de ferro amb elements decoratius curvilinis. A la tercera planta hi ha tres finestres rectangulars. La façana és decorada amb unes faixes horitzontals en relleu que coincideixen amb els nivells de les soleres. Unes faixes similars segueixen el perímetre de les obertures. A la part superior de la façana hi ha una cornisa i, al seu damunt un ampit. La façana és arrebossada i pintada de color blanc.
Forma part de la mateixa finca un cos amb un pati tancat a la part anterior que dona al carrer Major. Consta de planta baixa i dues plantes pis. A la tanca de maçoneria hi ha un arc carpanell fet de maons massissos. A la part coberta s'hi accedeix per un portal de pedra tallada d'arc escarser.
El sistema constructiu és de tipus tradicional amb murs de càrrega i sostres unidireccionals de bigues de fusta. Els murs són de maçoneria unida amb morter de calç. Les obertures de la façana i llosanes dels balcons són fetes de pedra tallada d'origen local. Els portals són adovellats.